# 19638 Johngenereid
19638 Johngenereid este un asteroid din centura principală de asteroizi.

## Descriere
19638 Johngenereid este un asteroid din centura principală de asteroizi. A fost descoperit pe 7 septembrie 1999 la Socorro, New Mexico, în cadrul proiectului LINEAR. Asteroidul prezintă o orbită caracterizată de o semiaxă mare de 2,76 ua, o excentricitate de 0,04 și o înclinație de 5,8° în raport cu ecliptica.